# Jesper Aabo
Jesper Aabo født 10 oktober 1971, er dansk læge og tidligere atlet medlem af Ben Hur og fra 1993 Sparta Atletik. Han vandt fire dansk mesterskaber i længdespring.

## Uddannelse og beskæftigelse
Jesper Aabo er cand.med. fra Københavns Universitet 1999 med udstedelse af autorisation d 09-03-1999. Udannet speciallæge i Almen medicin i 2005. Ejer af kompagniskabspraksisen "Lægerne i Benløse - Prophylaxis I/S".

### Skærpet tilsyn
Jesper Aabo fik d 27. juli 2023 et fagligt påbud fra Styrelsen for Patiensikkerhed. Han er blevet påbudt at følge vejledningen om ordination af afhængighedsskabende lægemidler. Styrelsen har begrundet mistanke om, at Jesper Aabo på grund af gentagen kritisabel faglig virksomhed i forbindelse med ordinationer af afhængighedsskabende lægemidler, kan være til fare for patientsikkerheden.

## Danske mesterskaber
- Guld 2003 Længdespring 7,27
- Sølv 2001 Længdespring 7,52
- Guld 2000 Længdespring 7,47
- Guld 1999 Længdespring 7,39
- Guld 1996 Længdespring 7,62w
- Bronze 1995 Længdespring 7,26
- Bronze 1994 Længdespring 7,20
- Bronze 1993 Længdespring 7,02

## Personlige rekorder
- Længdespring: 7,56 m(+0.1) Göteborg, Sverige 1. juli 2000
- Længdespring: 7,60 m(+1), Glostrup, Danmark 6. september 1999
- Længdespring: 7,62mW, Odense, Danmark august 1996

- 100 m: 11,35 s Østerbro, Danmark juli 1996